# Calle de Tudescos

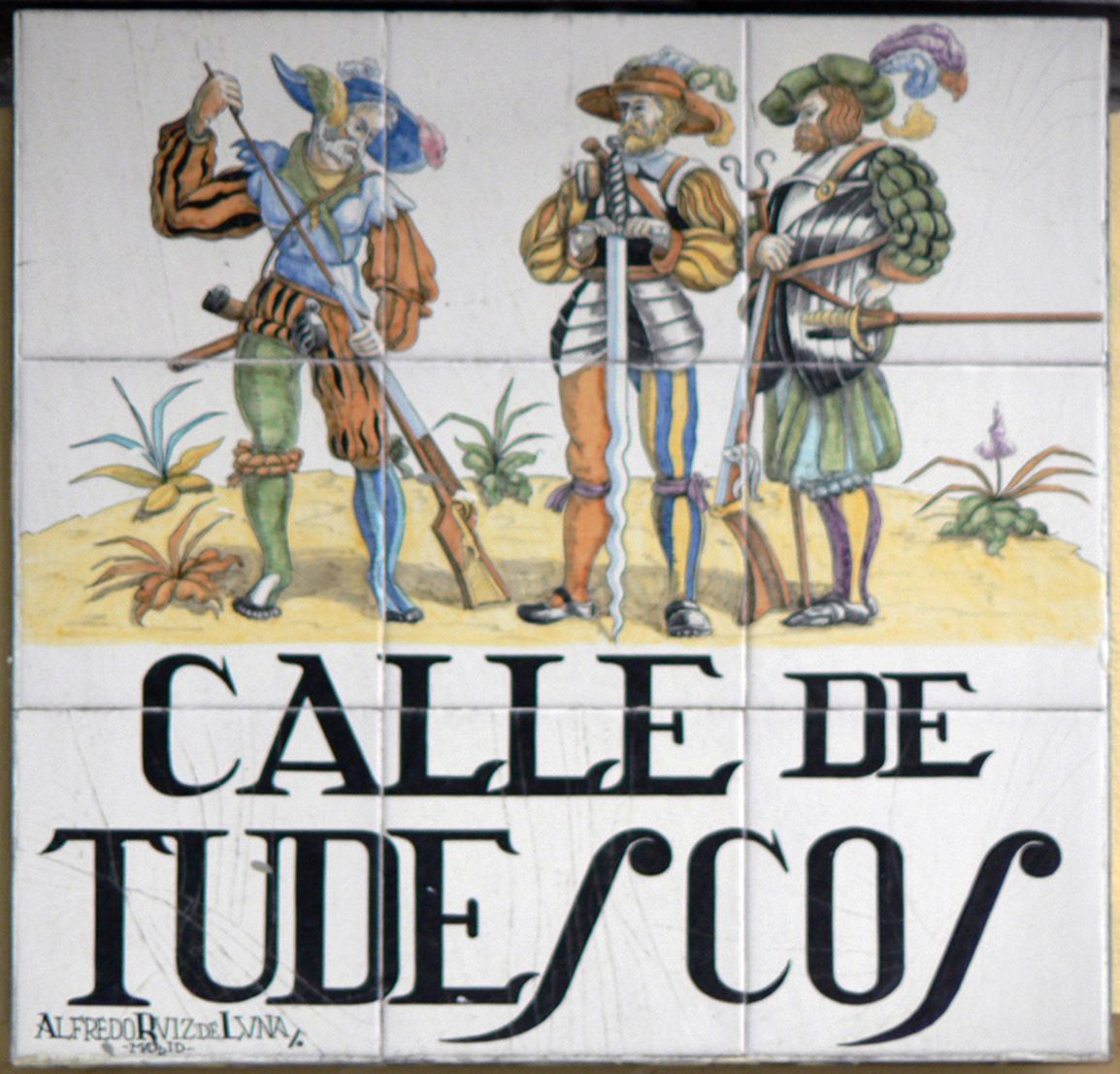
Calle de Tudescos (Madrid). Callejero de azulejos del ceramista Ruiz de Luna.

La calle Tudescos (o de los Tudescos) del distrito de Universidad (015) de Madrid une la Gran Vía con la plaza de Santa María de Soledad Torres Acosta. En uno de sus inmuebles, le sobrevino a Lope de Vega el ataque que tres días después se lo llevó a la tumba, un 27 de agosto de 1635. En otro de ellos fue degollada el 13 de junio de 1907, Vicenta Verdier, supuesta meretriz, caso que no se llegó a resolver.

## Historia
Se conocen dos posibles orígenes del nombre de esta calle que como tal figura ya en el plano de Teixeira. Uno, legendario, habla de presencia de varios capitanes de los tercios tudescos, como vecinos de ella hacia 1552. El otro hace referencia al Colegio de San Jorge o Seminario de los Ingleses, edificio derribado para la construcción de la Gran Vía madrileña, situado en la esquina con Jacometrezo. Dicho seminario, fundado por el súbdito «luquense (lucchesi)» César Bogacio en 1611 para albergar estudiantes ingleses católicos, fue administrado por un cuadro docente formado por doce jesuitas traídos de Flandes (habiendo costumbre de llamar "tudescos" a los oriundos de aquel condado).

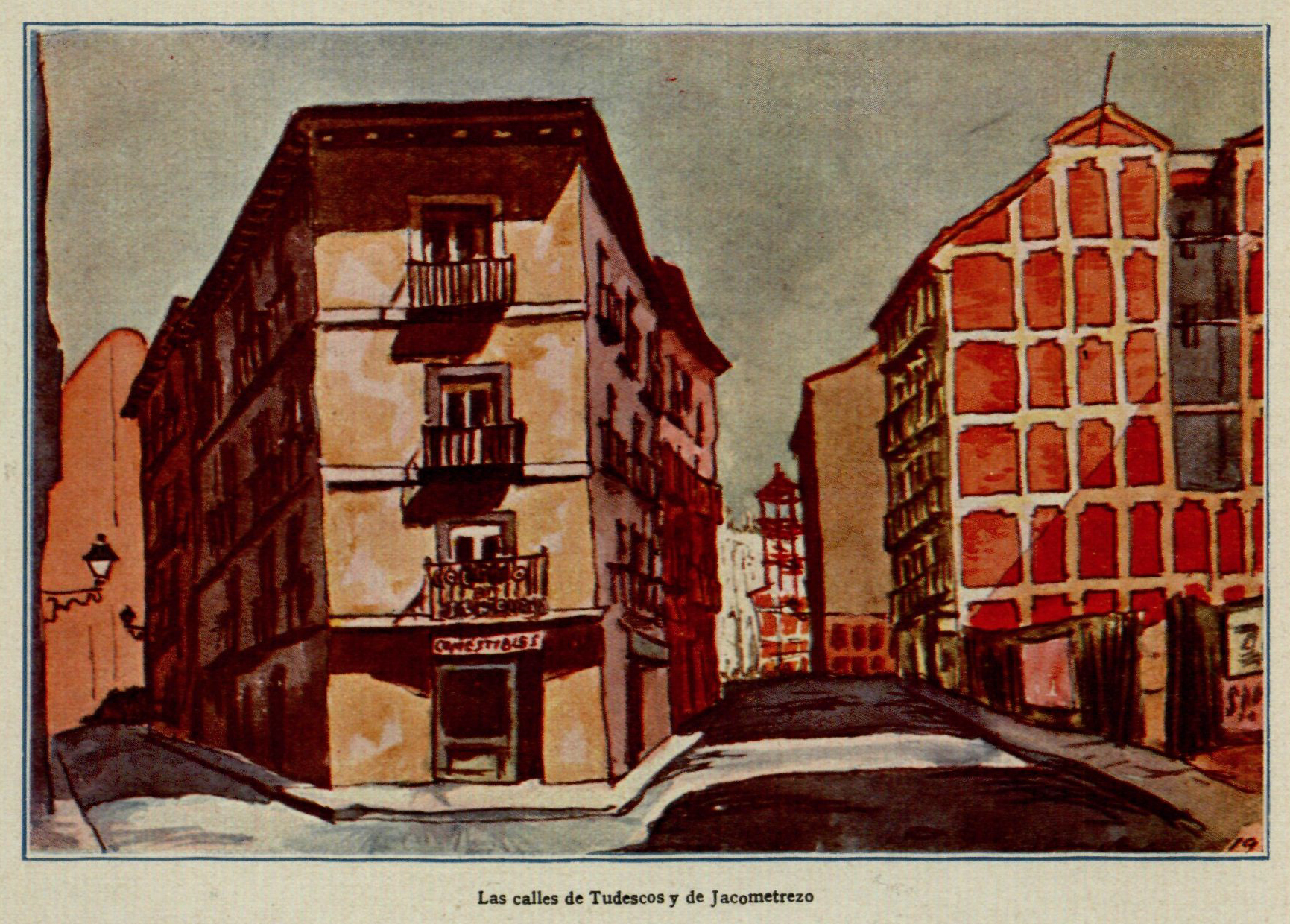
«Las calles de Tudescos y de Jacometrezo» (La Esfera, 1927)

Cuenta también Répide que entre Tudescos y la calle de Silva estuvo el edificio del palacio de los condes de Sástago, en cuyos bajos se fundó el Banco de San Carlos (1782) y hubo entre 1825 y 1832 un teatrito mecánico que luego se convirtió en el Teatro de Buena-Vista. El derribo de este palacio de Monistrol en 1970 dio espacio y lugar a la plaza de Santa María de Soledad Torres Acosta, más conocida como plaza de Luna. En el número 34, tuvo al inicio de la segunda mitad del siglo xix una de sus sedes la Sociedad Fomento de las Artes, institución creada en 1847 como centro de instrucción para las clases populares; el local fue cerrado por orden gubernativa en 1866. Esta calle, antes de su reforma urbanística, tuvo un callejón del mismo nombre en el que había una fuente del viaje de agua de La Alcubilla.

## Vicenta Verdier, la mujer degollada
Casi tan famoso como había sido en 1888 el El crimen de la calle Fuencarral fue en 1907 y durante los siguientes años el asesinato sin resolver de la calle Tudescos, en la persona de Vicenta Verdier.
El periodista César González-Ruano en su artículo publicado en la Libertad el 2 de julio de 1929 en la página 6 describe así la calle de Tudescos en aquel 1907ː 

"La calle de Tudescos, en aquel verano de 1907, era una calle sucia, pobre, habitada en su mayoria por gentes de mal vivir. De la calle de la Luna a la plaza de Santo Domingo era la calle de Tudescos arteria de mancebias, similar a la ya casi desaparecida de Jacometrezo. El Madrid de los primeros años del siglo tenia en este barrio, extendido a un lado y otro de la calle de San Bernardo, el verdadero “barrio chino” – sin chinos – de Madrid. Prenderias, casas de huespedes con bigardos que se llevaban la lana del colchon en veces, entretenidas, pupileras, celestinas y sablistas. Una especie de barrio chino y de barrio latino, autoctono, madrilinesimo, tipico."
César González-Ruano, 2 de julio de 1929

La crónica publicada en la revista Nuevo Mundo, el 20 de abril de 1911, cinco años después de consumarse el crimen, decía así: 

"En un pozo cayó el gozo de la policía, que creyó tener en sus manos al autor del asesinato de Vicenta Verdier cometido hace cuatro anos en la calle Tudescos, de esta corte. En León fue detenido un individuo que dijo llamarse Salustiano Fernández Morales y que se confesó autor de aquel crimen. Sometido a pruebas, resulta que ni su nombre es el que dio (se llama José González del Castillo) ni es tan malvado como quiso aparecer no se sabe aún explotando qué combinación, porque el detenido de León niega en redondo sus primeras afirmaciones y llora a lágrima viva la imprudencia que ha cometido y que le ha tenido expuesto a sufrir perjuicios y males de consideración. Lo único cierto en todo el asunto es que José González del Castillo es un derrotado de la vida, sin trabajo honrado en que ocuparse, sin dinero para sobrellevar sus ocupaciones y sin norte a donde dirigir sus pasos porque todos los caminos los tiene cerrados; casado, su familia no le quiere a su lado, jugador, la fortuna le niega sus favores y los amigos el dinero que le prestaban; y ni siquiera puede usar de su carrera de farmacéutico porque en el ejercicio de ella su conducta hizo que toda la clientela le volviera las espaldas."

## Madrid galdosiano
Galdós, en su reconstrucción del Madrid del siglo XIX, sitúa en esta calle de los Tudescos los secretos negocios de Restituta Requejo. Lo cuenta con estas palabras el joven Gabriel de Araceli, protagonista que va creciendo a lo largo de la primera serie de los Episodios Nacionales:

"Mi seductora ama tenía la costumbre, harto lucrativa, de asistir a todas las almonedas que se anunciaban en el Diario, y hacíalo con la benemérita intención de pescar muebles, colchones, ropas, adornos de sala y otros objetos, que adquiridos por poco precio, vendía después en dos o tres prenderías de la calle de Tudescos, que eran de su exclusiva pertenencia, aunque no lo pareciese."
Benito Pérez Galdós: El 19 de marzo y el 2 de mayo